# Berosus corrini
Berosus corrini är en skalbaggsart som beskrevs av Wooldridge 1964. Berosus corrini ingår i släktet Berosus och familjen palpbaggar. Inga underarter finns listade i Catalogue of Life.